# Garsa becdaurada
La garsa becdaurada (Urocissa flavirostris) és un ocell de la família dels còrvids (Corvidae).

## Hàbitat i distribució
Habita la selva pluvial de l'Himàlaia, entre els 1600 i els 3300 m, des del nord del Pakistan, cap a l'est, a través del nord de l'Índia fins sud-est del Tibet, sud-oest de la Xina, oest i nord-est de Myanmar i nord del Vietnam al nord-oest de Tonquín.